# Park Jung-eun
Park Jung-eun (14 de janeiro de 1977) é uma basquetebolista profissional sul-coreana.

## Carreira
Park Jung-eun integrou a Seleção Sul-Coreana de Basquetebol Feminino em Pequim 2008, terminando na oitava posição.

## Títulos
- Jogos Asiáticos de 2002: 2º Lugar